# Craugastor andi
Craugastor andi är en groddjursart som först beskrevs av Savage 1974.  Craugastor andi ingår i släktet Craugastor och familjen Craugastoridae. IUCN kategoriserar arten globalt som akut hotad. Inga underarter finns listade i Catalogue of Life.